# Amanda Miller
Amanda Miller (Burlington (Iowa), 13 december 1986) is een Amerikaanse wielrenster en veldrijdster. Ze reed bij ploegen als Team Tibco en in 2011 bij HTC-Highroad Women, waarbij ze verschillende etappes won in de Thüringen Rundfahrt en de Giro di Toscana.
Ze werd 12e op het wereldkampioenschap op de weg 2015 in Richmond. Op het Amerikaans kampioenschap veldrijden in 2017 werd ze tweede achter Katherine Compton.

## Palmares
2008
- Veldrit Iowa

2010
- Veldrit Iowa

2011
- 1e etappe (tijdrit) Giro di Toscana
- 1e etappe (ploegentijdrit) en 4e etappe Thüringen Rundfahrt
- 5e etappe Tour of New Zealand

2013
- Veldrit Saint Louis

2016
- Veldrit Kingsport

2017
- Amerikaanse kampioenschappen veldrijden